# ヒドラジン
ヒドラジン (英: hydrazine) は、無機化合物の一種で、分子式 N2H4と表される弱塩基。
アンモニアに似た刺激臭を持つ無色の液体で、空気に触れると白煙を生じる。水に易溶。強い還元性を持ち、分解しやすい。引火性があり、ロケットエンジンの推進剤として用いられる。
常温での保存が可能であるため、非常用電源装置 (F-16) やミサイルの燃料としても広く用いられている。また人工衛星や宇宙探査機の姿勢制御用推進器の燃料としても使われている。プラスチック成形時の発泡剤、エアバッグ起爆剤、各種脱酸素剤として広く使用され、特に火力・原子力発電所用高圧ボイラーの防食剤として使用されている。水加ヒドラジンは水素に代わる燃料電池の燃料としても模索されている。
水と共沸し、55 mol%のヒドラジンを含む混合物を与える。化学実験で用いる際は通常、抱水ヒドラジン（ヒドラジン一水和物、N2H4•H2O）が用いられる。

## 毒性
人体へは、気化吸引、皮膚への接触ともに腐食をもたらす。また中毒症状をおこす。「毒物及び劇物取締法」により毒物に指定されている。
動物において肝毒性が認められており、ラットおよびマウスで巨大ミトコンドリアの出現が報告されている。なお、アセチル転移酵素により代謝・解毒されるが、イヌはアセチル転移酵素を欠くため、特に毒性が発現しやすいことが知られている。

## 環境汚染
28日後のBOD分解度は2％であり、化審法の化学物質安全性点検結果では、ヒドラジンは難分解性と判断されている。一方で有酸素環境では自動酸化により分解される。有機物を多く含む河川水と池水 (いずれも硬水)中でのヒドラジンの半減期は 1 日未満だった。

## 製法
アンモニアを次亜塩素酸塩で酸化するか、アンモニアを塩素で気相酸化して作る。
{\displaystyle {\ce {2NH3 + NaClO -> N2H4 + NaCl + H2O}}}
{\displaystyle {\ce {2NH3 + Cl2 <=> N2H4 + 2 HCl}}}

## 反応
ヒドラジンをカルボニル化合物と脱水縮合させると、ヒドラゾンが生じる。
{\displaystyle {\ce {R-C(=O)-R' + N2H4 <=> R-C(=NNH2)-R' + H2O}}}
ケトンを強アルカリ条件でヒドラジンとともに加熱すると、カルボニル基が還元を受けてメチレン基に変わる（ウォルフ・キッシュナー還元）。
{\displaystyle {\ce {R-C(=O)-R' + N2H4 <=> R-CH2-R' + H2O + N2}}}(強アルカリ条件）
カルボン酸ハロゲン化物などのアシル化剤と反応し、ヒドラジドを与える。
{\displaystyle {\ce {R-C(=O)-Cl + N2H4 <=> R-C(=O)-NHNH2}}}
パラジウム触媒とともに用いると水素源となる。アルケンやニトロ基などを水素化してアルカンやアミノ基に変え、自身は窒素分子になる。このとき、中間体として生じるジアゼン(N2H2)が高い還元力を持つ。
{\displaystyle {\ce {Ar-NO2 + N2H4 <=> Ar-NH2}}}（パラジウム触媒下）
さまざまな酸とともに対応するヒドラゾニウム塩を生成する。2価の塩基として働き得るが、2段目のプロトン化は極めて弱い。
{\displaystyle {\ce {N2H6^{2+}<=> N2H5^+ + H^+}}}, pKa1=-0.9
{\displaystyle {\ce {N2H5^+ <=> N2H4 + H^+}}}, pKa2=8.10